# طواف إيطاليا 1976
طواف إيطاليا 1976 هو سباق دراجات هوائية أقيم في إيطاليا بتاريخ 21 مايو – 12 يونيو، تكون السباق من 22 مرحلة وامتدّ لمسافة 4161 كم بسرعة 34.691 كم/س، استغرق السباق 119 ساعة 58 دقيقة 15 ثانية. فاز به الإيطالي فيليتشي جيموندي.

## الترتيب
| م                     | الدرّاج          | البلد   | الزمن                      |
| --------------------- | --------------- | ------- | -------------------------- |
| الفائز بالترتيب العام | فيليتشي جيموندي | إيطاليا | 119 ساعة 58 دقيقة 15 ثانية |